# Abou Obeida al-Maghribi
Mohamed Amine Boutahar, dit Abou Obeida al-Maghribi, né le 4 avril 1983 à Rabat et mort à l'été 2014 en Syrie, est un djihadiste marocain et néerlandais, chef de l'Amniyat, les services de renseignement de l'État islamique. 

## Biographie
Né le 4 avril 1983 à Rabat, au Maroc, Mohamed Amine Boutahar vient d'une famille pieuse mais modérée. Son père est consul du Maroc à Bois-le-Duc, aux Pays-Bas. Il s'inscrit dans plusieurs écoles françaises d'Allemagne et des Pays-Bas mais ne valide aucun cursus. Après avoir ambitionné de devenir imam, il est embauché au consulat d'Utrecht, où travaillait son père. Il épouse une psychologue pour enfant et devient père de plusieurs enfants. Il parle l'arabe, l'anglais, l'allemand et le français.
Après le début de la guerre civile syrienne, Mohamed Amine Boutahar participe pendant six mois à des entraînements paramilitaires avec des aspirants djihadistes dans la forêt d'Utrecht. Le 1er avril 2013, il quitte les Pays-Bas et sa famille pour se rendre en Syrie. Il rejoint le Majlis Choura al-Moudjahidin, dirigé par Abou al-Athir, et prend le nom d'Abou Obeida al-Maghribi. Il épouse une Syrienne, mais sa première femme le rejoint ensuite en Syrie avec ses enfants. Il tente par la suite de les faire rentrer aux Pays-Bas, mais sa première épouse refuse de repartir. Il reste également en contact avec sa mère qui vit à Rabat.  
En mars 2013, le groupe d'Abou al-Athir rallie l'État islamique en Irak et au Levant (EIIL). Abou Obeida al-Maghribi devient l'« émir des Amniyyin », le chef régional des espions de l'EIIL. Il dirige le centre de détention de l'EIIL, situé dans les sous-sols de l'hôpital ophtalmologique d'Alep, où sont détenus des prisonniers syriens et des otages occidentaux. Il a notamment sous ses ordres de nombreux francophones, dont Salim Benghalem, Mehdi Nemmouche et Najim Laachraoui, ainsi que « Jihadi John » et un groupe de Britanniques surnommé les « Beatles » par les otages occidentaux,. Selon le témoignage de l'otage français Édouard Élias, Abou Obeida al-Maghribi est « particulièrement intelligent par rapport aux autres », toujours « très calme, jamais agressif ». Pour Nicolas Hénin, il est « obsédé par les détails ». Abou Obeida al-Maghribi dirige les interrogatoires des détenus et la torture est massivement employée.
Le 8 janvier 2014, l'hôpital ophtalmologique est abandonné par les djihadistes et pris par les rebelles. Les forces de l'EIIL se replient alors sur Raqqa.
Au début de l'année 2014, une purge est menée par Abou Lôqman à l'intérieur de l'Amniyat. Abou Obeida al-Maghribi est arrêté et est accusé d'espionnage pour le compte du MI6, les services secrets britanniques. Il est condamné à mort et exécuté au printemps ou à l'été 2014 dans la cour d'une prison syrienne surnommée « Guantánamo », face à un rassemblement d'Amniyyin. Condamné à la décapitation, il se débat et est finalement tué d'une balle dans la tête. Son corps est jeté dans un puits.
La réalité des accusations menées contre Abou Obeida al-Maghribi n'est pas éclaircie. Le journaliste Matthieu Suc déclare pour sa part : « Durant deux ans, j'ai interrogé une dizaine d'officiers de renseignement, de magistrats et d'ex-otages, sur ce qu'ils savaient de la taupe Abou Obeida. Tous (sauf un) tiennent pour acquis qu'il était un espion à la solde des Anglais. Sans pouvoir préciser son rôle. Sans pouvoir dire s'il était infiltré de longue date par le MI6 ou s'il a livré des informations sur la fin pour acheter son exfiltration de Syrie ».